# Leptothorax faberi
Leptothorax faberi (лат.) — вид мелких по размеру муравьёв рода Leptothorax из подсемейства Myrmicinae (Formicidae). Канада.

## Распространение
Эндемик Канады (Альберта, Jasper National Park).

## Описание
Длина самок 3,2—3,4 мм (рабочие около 3 мм). Усики состоят из 11 члеников (у самцов из 12) с 3-члениковой булавой. Формула щупиков 5,3. Гаплоидный набор хромосом — 15. Социальные паразиты других видов рода Leptothorax. Вид назван в честь мирмеколога Dr. Walther Faber (Вена, Австрия) в признание его заслуг в исследовании социального паразитизма среди муравьёв.